# Sarrasti
I Sarrasti erano una popolazione di origine non chiara (forse una denominazione dei Pelasgi, forse una popolazione autoctona) che abitava la valle del Sarno in epoca preromana.